# Distrito histórico de South Street Seaport
El Distrito histórico de South Street Seaport  es un distrito histórico ubicado en Nueva York, Nueva York. El Distrito histórico de South Street Seaport se encuentra inscrito como un Distrito Histórico en el Registro Nacional de Lugares Históricos desde el 12 de diciembre de 1978.  

## Ubicación
El Distrito histórico de South Street Seaport se encuentra dentro del condado de Nueva York en las coordenadas 40°42′24″N 74°00′10″O / 40.706667, -74.002778.